# Jakob Greber (Komponist)
Jakob Greber (begraben am 5. Juli 1731) war ein deutscher Barockkomponist des frühen 18. Jahrhunderts.
Datum und Ort seiner Geburt sind unbekannt. Auch sein Sterbedatum ist nicht gesichert; im Grove Dictionary wird angegeben, dass er am 5. Juli 1731 in Mannheim begraben wurde.

## Leben
In einem Komponistenverzeichnis, das 1709 in London als Übersetzung einer französischen Publikation erschien, wird Greber erwähnt als a German who had Study’d Composition in Italy. Er ist vermutlich mit der toskanischen Sängerin Francesca Margarita de l’Epine nach England gekommen, von deren Auftreten erstmals am 27. Mai 1703 berichtet wird. In England kannte man ihn als „Signor Giacomo Greber“. De l’Epine, offenbar Grebers Geliebte, heiratete später Pepusch. Am 9. April 1705 wurde Grebers Pastorale Gli amori d’Ergasto zur Eröffnung des neu erbauten Queen’s Theatre (später King’s Theatre) am Haymarket aufgeführt. Dies war die erste in London aufgeführte italienische Oper. Die Leistungen der Sänger scheinen jedoch nicht gut gewesen zu sein, das Werk hatte keinen Erfolg. Einige Zeit später verließ Greber London und tauchte 1707 als Kapellmeister von Herzog Karl Philipp, dem Statthalter von Tirol, in Innsbruck auf. Hier komponierte er eine Festa teatrale („Theatralisches Fest“) mit dem Titel L’allegrezza dell’ Eno. Das Stück wurde 1708 zu Ehren von Elisabeth Christine von Braunschweig-Wolfenbüttel aufgeführt, die sich auf dem Wege nach Spanien zu ihrem Gatten Erzherzog Karl in Innsbruck aufhielt. Gli amori d’Ergasto wurde wahrscheinlich 1711 zur Feier der Thronbesteigung Kaiser Karls VI. in Wien wieder aufgeführt. Als Herzog Karl Philipp als Nachfolger seines 1716 verstorbenen älteren Bruders Johann Wilhelm im selben Jahr Kurfürst von der Pfalz wurde, behielt er Greber in seinen Diensten. In der Hofliste von 1723 sind Greber und Johann Hugo von Wilderer als gleichzeitig angestellte Kapellmeister aufgeführt. 
Gli amori d’Ergasto ist als handschriftliche Partitur in der Nationalbibliothek Wien erhalten. Außerdem sind von Greber sechs weitere Bühnenwerke bekannt, von denen jedoch jeweils nur das Libretto überliefert ist, sowie vier Solokantaten und eine Kammerkantate.